# Římskokatolická farnost Krásná
Římskokatolická farnost Krásná (dříve Šumburk – Jistebsko) (lat. Schumburga) je církevní správní jednotka sdružující římské katolíky na území vesnice Krásná a v jejím okolí. Organizačně spadá do turnovského vikariátu, který je jedním z 10 vikariátů litoměřické diecéze.

## Historie farnosti
Původně území farnosti duchovní správou připadalo pod farnost Bzí. Od roku 1760 byla v místě zřízena lokálie. Vlastní farnost Krásná (něm. Schumburg) byla kanonicky zřízena od 7. prosince 1782. Od roku 1783 jsou v místě vedeny matriky.

### Duchovní správcové vedoucí farnost
Začátek působnosti jmenovaného v duchovní správě farnosti od:
- 1760   cap. loc. Joannes W. Wiesner
- 1765   cap. loc. Anton. Zieglheim
- 1772   Philip. Jac. Khittl, † 4. 2. 1799
- 1799   Jos. Hamann, † 28. 6. 1806
- 1806   Franc. Poellner
- 1812   Ignat. Schimaczek, n. 15. 6. 1760 Sutticens., o. 1788, † 12. 11. 1838
- 1820   Franc. Neubart, n. 9. 3. 1782 Wartenberg., o. 30. 8. 1806, † 5. 1. 1834
- 1827   par. vacat, cap. Jos. Richter
- 1827   Franc. Dolensky, n. 20. 4. 1789 Bozkov, o. 29. 8. 1812, † 24. 1. 1848
- 1837   Jos. Kruparž, n. 14.  2. 1803 Hlinsko, o. 2. 9. 1829, † 24. 1. 1871
- 1866   Franc. Gaudek, n. 18. 12. 1815 Blahof, o. 29. 7. 1841, † 30. 5. 1888
- 1888   Jos. Holec, n. 24. 7. 1852 Jičín, o. 15. 7. 1876, † 26. 2. 1905
- 1906   Ant. Gerritzen, n. 11. 10. 1865 Viersen. (D), o. 29. 6. 1890, † 13. 10. 1918
- 1913   Car. Vogel, n. 17. 11. 1876 Eidlitz, o. 14. 7. 1901, † 19. 7. 1959
- 1920   Joann. Teis, n. 23. 8. 1885 Meden, o. 18. 12. 1909
- 1. 9. 1923   Innoc. Jiráček, n. 24. 11. 1884 Branná, o. 1. 1. 1908,  † 20. 4. 1955
- 1. 11. 1933   Josef Horn, n. 26. 7. 1900 Mildenau, o. 11. 7. 1926,  † 23. 3. 1967
- 2. 8. 1946   Vilém Raab
- 1. 10. 1950  Václav Červinka
- 12. 3. 1951   Antonín Harazin
- 1. 8.  1957  Oldřich Hodač
- 16. 10. 1958 Antonín Harazin
- 6. 10. 1993   Jaroslav Gajdošík
- 15. 11. 1996 Petr Kubíček
- 1. 8. 1998  Henrik Kuman MS
- 19. 8. 2000  Jaroslav Borucki MS
- 1. 8. 2009 Jan Jucha MS, admin.exc. z Železného Brodu[3]

Kromě kněží stojících v čele farnosti, působili ve farnosti v průběhu její historie i jiní kněží. Většinou pracovali jako farní vikáři, kaplani, katecheté, výpomocní duchovní aj.

## Území farnosti
Do farnosti náleží území obce:
- Čížkovice 1. díl (Čižkowitz,[2] Tschischkowitz[4])[p 2]
- Čížkovice 2. díl (Čižkowitz,[2] Tschischkowitz[4])[p 2]
- Dalešice (Dalleschitz[2][4])[p 2]
- Huť (Labau[2][4])[p 2]
- Jistebsko (Gistey,[2] Gistei[4])[p 2]
- Krásná (Schumburg,[2] varianta Šumburk[4])[p 2]
- Maršovice (Marschowitz[2][4])[p 2]
- Pěnčín (Pintschei[4])[p 2]

## Římskokatolické sakrální stavby a místa kultu na území farnosti
| | Fotografie | Stavba             | Místo  | Bohoslužby                      | Zeměpisné souřadnice             | Status       | Číslo kulturní památky                     |
| Kostel | Kostel     | Kostel             | Kostel | Kostel                          | Kostel                           | Kostel       | Kostel                                     |
| --- | ---------- | ------------------ | ------ | ------------------------------- | -------------------------------- | ------------ | ------------------------------------------ |
| 1. |            | Kostel sv. Josefa  | Krásná | bližší informace o bohoslužbách | 50°41′40″ s. š., 15°12′50″ v. d. | farní kostel | 28226/5-81 (Pk•MIS•Sez•Obr•WD) (Q19929098) |
| Kaple |            |                    |        |                                 |                                  |              |                                            |
| 2. |            | Kaple sv. Vojtěcha | Huť    | bližší informace o bohoslužbách | 50°41′39″ s. š., 15°14′11″ v. d. | kaple        | 106526 (Pk•MIS•Sez•Obr•WD) (Q31207492)     |
| Některé drobné sakrální stavby a pamětihodnosti lze dohledat zde v databázi Drobné sakrální památky Zaniklé sakrální stavby lze dohledat zde v databázi Poškozené a zničené kostely, kaple a synagogy v České republice |            |                    |        |                                 |                                  |              |                                            |

Ve farnosti se mohou nacházet i další drobné sakrální stavby, místa římskokatolického kultu a pamětihodnosti, které neobsahuje tato tabulka.

## Příslušnost k farnímu obvodu
Z důvodu efektivity duchovní správy byl vytvořen farní obvod (kolatura) farnosti Železný Brod, jehož součástí je i farnost Krásná, která je tak spravována excurrendo.

## Galerie

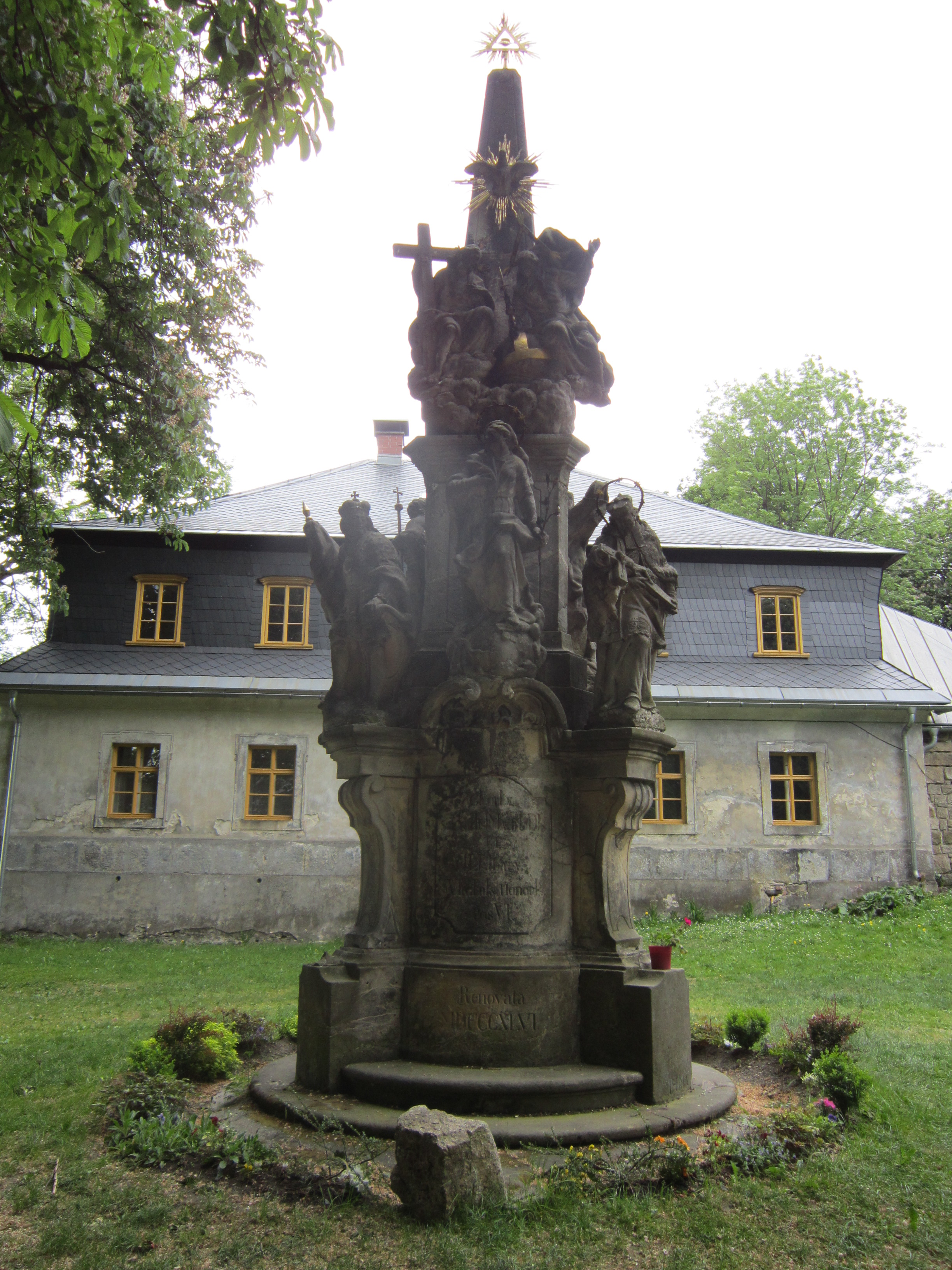
Morový sloup Nejsvětější Trojice v Krásné
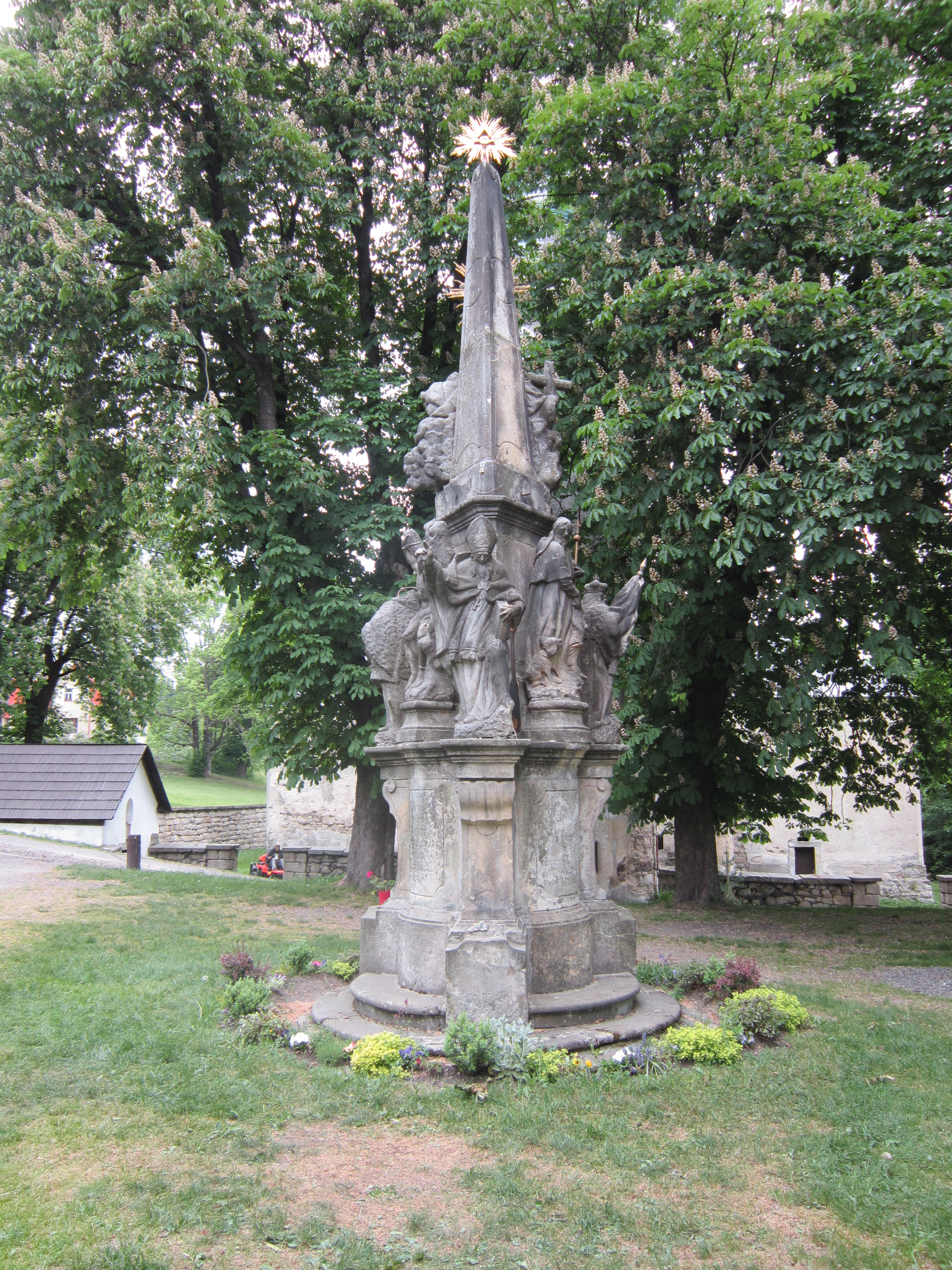
Morový sloup Nejsvětější Trojice v Krásné